# Zlatko Gorjanac
Zlatko Gorjanac je hrvatski radijski novinar i pjesnik iz vojvođanskog mjesta Berega.
Neke pjesme mu se nalaze u zbirci s III. pjesničkog skupa u Rešetarima (pjesništvo Književne sekcije KUD-a "Rešetari" i hrvatskih pjesnika u iseljeništvu)Nad vremenom i ognjištem (objavljenoj 2005.) s pjesničkog skupa u Rešetarima održanog 23. listopada 2004., u izboru Stjepana Blažetina, Ivana Slišurića, Đure Vidmarovića i urednika Ivana De Ville.U toj su zbirci osim nje i ovi hrvatski pjesnici iz Bačke: Josip Dumendžić, Pavka Domić, Antun Kovač, Cecilija Miler, Milivoj Prćić i Robert G. Tilly.
2009. je sudjelovao na HosanaFestu pjesmom "Žetva".
Dopisnik je subotičke Hrvatske riječi.
Danas uređuje i vodi jednosatnu tjednu emisiju na hrvatskom jeziku «Glas Hrvata» koja ide nedjeljom od 17 sati na Radio Somboru u produkciji Hrvatskog kulturnog društva «Vladimir Nazor» iz Stanišića
Na hrvatskoj manifestaciji u Sonti, 8. Šokačkoj večeri, na natječaju za najlipšu neobjavljenu pismu na šokačkoj ikavici dobio je nagradu za pjesmu „Vrime".